# 1.ª Cumbre del G6
La 1.ª Cumbre del G6 ocurrió entre el 15 y 17 de noviembre de 1975 en la ciudad de Rambouillet, Francia. El lugar de celebración de las reuniones en la cumbre fue el Château de Rambouillet, cerca de París.
El G6 (Grupo de los Seis) fue un foro extraoficial que reunió a los jefes de los países industrializados más ricos: Francia, Alemania Occidental, Italia, Japón, el Reino Unido y los Estados Unidos. Esta cumbre, y las otras que seguirían, no estaban destinadas a ser vinculadas formalmente con las instituciones internacionales más amplias; y, de hecho, una especie de rebelión frustrada contra la rígida formalidad de otras reuniones internacionales era un elemento en la génesis de la cooperación entre el presidente de Francia y el canciller de Alemania Occidental, ya que conciben la primera cumbre del G6. 
Más tarde estas series continua de reuniones anuales fueron identificadas como las cumbres del G7 (Grupo de los Siete, a la que se une Canadá) y luego del G8 (Grupo de los Ocho), pero este primer encuentro informal fue la que estableció el proceso en movimiento.

## Líderes presentes
| Miembro        | Representante            | Título          |
| -------------- | ------------------------ | --------------- |
| Francia        | Valéry Giscard d'Estaing | Presidente      |
| Alemania       | Helmut Schmidt           | Canciller       |
| Italia         | Aldo Moro                | Primer ministro |
| Japón          | Takeo Miki               | Primer ministro |
| Reino Unido    | Harold Wilson            | Primer ministro |
| Estados Unidos | Gerald Ford              | Presidente      |

## Motivos
La cumbre fue pensada como un lugar para resolver las diferencias entre sus miembros. En la práctica , la cumbre también fue concebida como una oportunidad para que sus miembros para dar y recibir el estímulo mutuo de cara a las decisiones económicas difíciles Rambouillet no tenía respuestas fáciles a lo que entonces era la recesión más grave desde la década de 1930. Pero los temas principales de lo que más tarde se conocería como la "cumbre del G-8 primero "permanecerán durante décadas en la agenda - evitar el proteccionismo en el mundo, la dependencia energética e impulsar el crecimiento.

## Asuntos tratados
- Intercambio productivo y búsqueda de las diferentes visiones sobre la economía mundial
- Responsabilidades económicas y políticas de las democracias
- Desempleo y recuperación económica
- Inflación
- Fomento del crecimiento interdependiente del comercio mundial
- Estabilidad monetaria
- Asuntos energéticos
- Negociaciones multilaterales sobre comercio
- Relaciones económicas con la Unión Soviética y sus aliados
- Relación de cooperación y mejora del conocimiento sobre las naciones en desarrollo
- Conferencia sobre cooperación económica internacional
- Cooperación mediante organizaciones internacionales